# Keokuk Municipal Bridge
Die Keokuk Municipal Bridge, auch Keokuk & Hamilton Bridge oder Keokuk Rail Bridge, ist eine kombinierte Eisenbahn- und ehemalige Straßenbrücke (Doppelstockbrücke) über den Mississippi River zwischen Keokuk, Iowa, und Hamilton, Illinois. Die von Ralph Modjeski entworfene Fachwerkbrücke ersetzte 1916 eine Eisenbahnbrücke aus dem Jahre 1871 und wurde auf denselben Brückenpfeilern errichtet. Sie führte im oberen Bereich bis zur Eröffnung der benachbarten Keokuk–Hamilton Bridge 1985 den U.S. Highway 136, darunter befindet sich innerhalb der Fachwerkträger ein heute noch genutztes Gleis der Keokuk Junction Railway. Die Brücke quert den Mississippi unmittelbar flussabwärts hinter der Staustufe Lock and Dam No. 19. Auf der Keokuk-Seite ist in Höhe der Schleuse eine Drehbrücke in die Fachwerkbrücke integriert. Die sich daran anschließende Trestle-Brücke für den Fahrzeugverkehr wurde nach dessen Einstellung als Aussichtsplattform ausgebaut, von der aus sich der Schleusenvorgang beobachten lässt.

## Geschichte

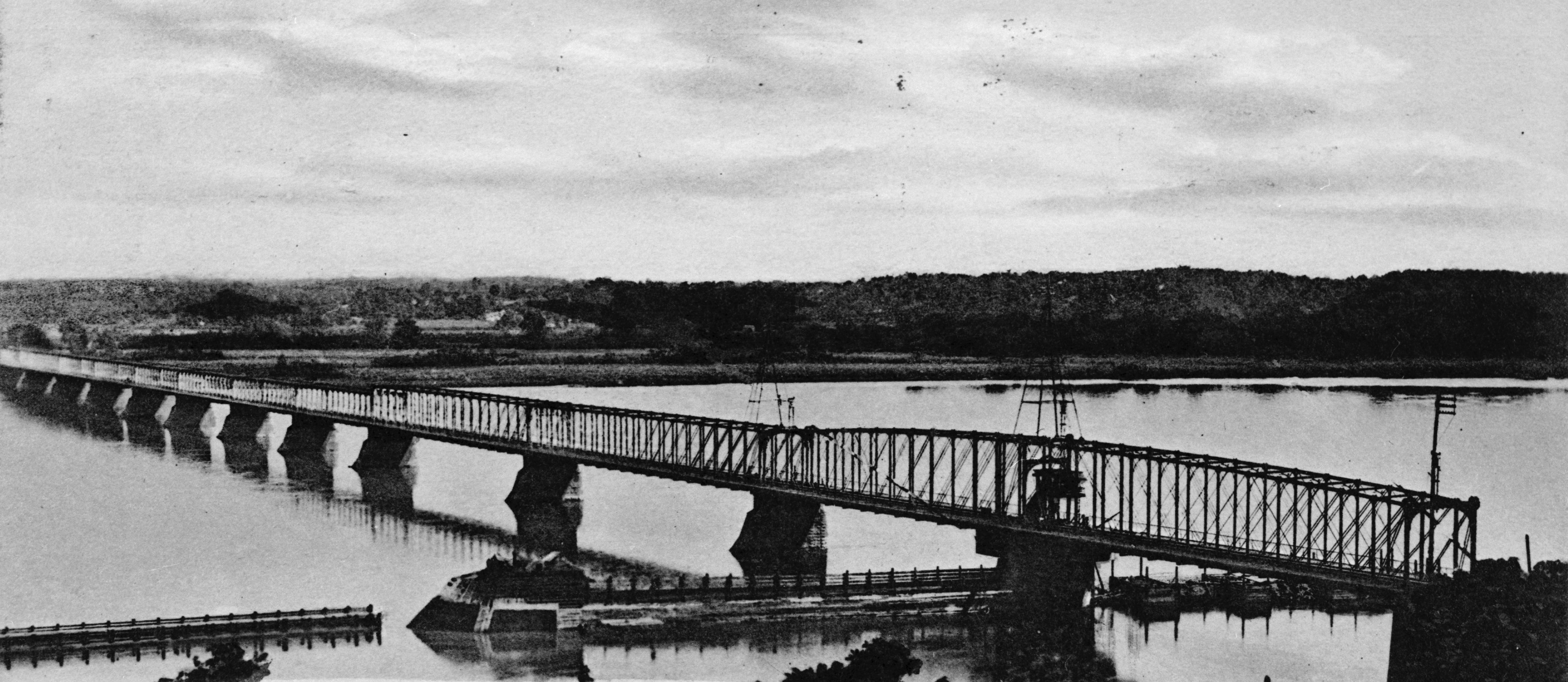
Die erste Keokuk & Hamilton Bridge aus Eisen im Jahr 1906

### Die erste Brücke aus Eisen 1871

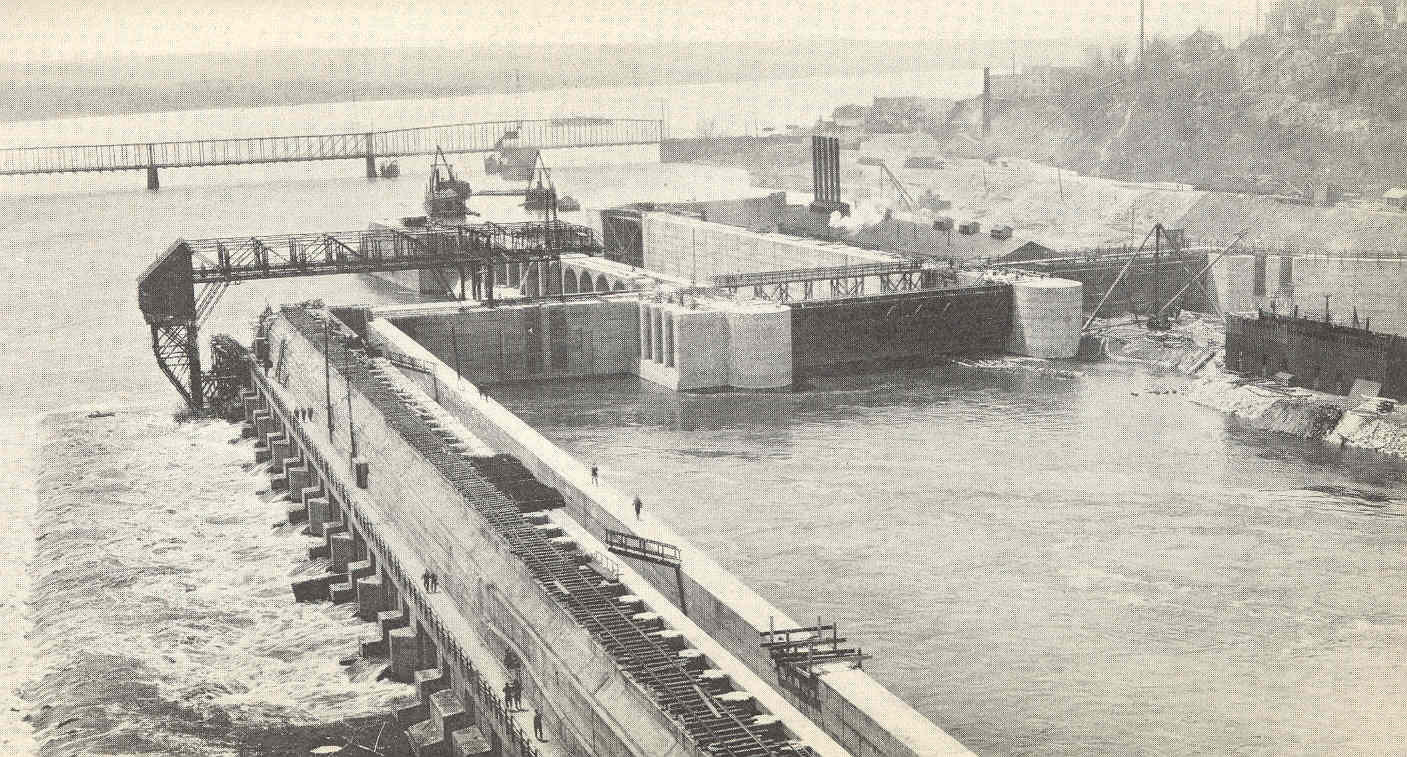
Die Schleuse des Mississippi River Lock and Dam No. 19 im Jahr 1914, im Hintergrund die erste Keokuk & Hamilton Bridge (1871)

Im Zuge der Expansion des Eisenbahnnetzes in den Südwesten der Vereinigten Staaten wurde Ende der 1860er Jahre die erste Eisenbahnbrücke zwischen Keokuk und Hamilton über den Oberlauf des Mississippi durch die Keokuk & Hamilton Bridge Co. geplant. Deren Präsident Andrew Carnegie, der neben den lokalen Interessen vor allem den Ausbau seiner Investments in die Eisenbahn und Eisenindustrie verfolgte, war treibende Kraft hinter dem Projekt. Die eingleisige Brücke aus Guss- und Schmiedeeisen wurde von Carnegies Keystone Bridge Company (heute American Bridge Company) zwischen 1869 und 1871 errichtet und konnte auch von Fuhrwerken und Fußgängern benutzt werden. Aufgebaut aus zehn Whipple-Fachwerkträgern (benannt nach dem Vater des Eisenbrückenbaus Squire Whipple) und einer Drehbrücke im gleichen Design über der Schifffahrtsrinne, ruhte sie auf elf Strompfeilern aus Kalkstein, die im Flussbett auf Felsgestein errichtet wurden. Die Brücke verlief nicht ganz senkrecht zum Fluss, wodurch die Brücke zu den in Stromrichtung platzierten Pfeilern ebenso unter einem Winkel von 17° verlief.
Hinter der Keokuk & Hamilton Bridge Co. standen als Brückennutzer vier Eisenbahngesellschaften, die über die Jahre in anderen Gesellschaften aufgegangen sind und heute nicht mehr existieren. Dazu zählten die Columbus, Chicago and Indiana Central Railway (später Pittsburgh, Cincinnati, Chicago and St. Louis Railroad), die Toledo, Wabash and Western Railway (später Wabash Railroad), die Toledo, Peoria and Warsaw Railway (später Toledo, Peoria and Western Railway) und die Des Moines Valley Railroad (später Chicago, Rock Island and Pacific Railroad). Anfang der 1980er Jahre erwarb die Keokuk Junction Railway (Tochterunternehmen der Pioneer Railcorp) Streckenteile der letztgenannten Gesellschaft in Keokuk und nutzt heute die Nachfolgerbrücke für den Schienengüterverkehr.

### Die zweite Brücke aus Stahl 1916

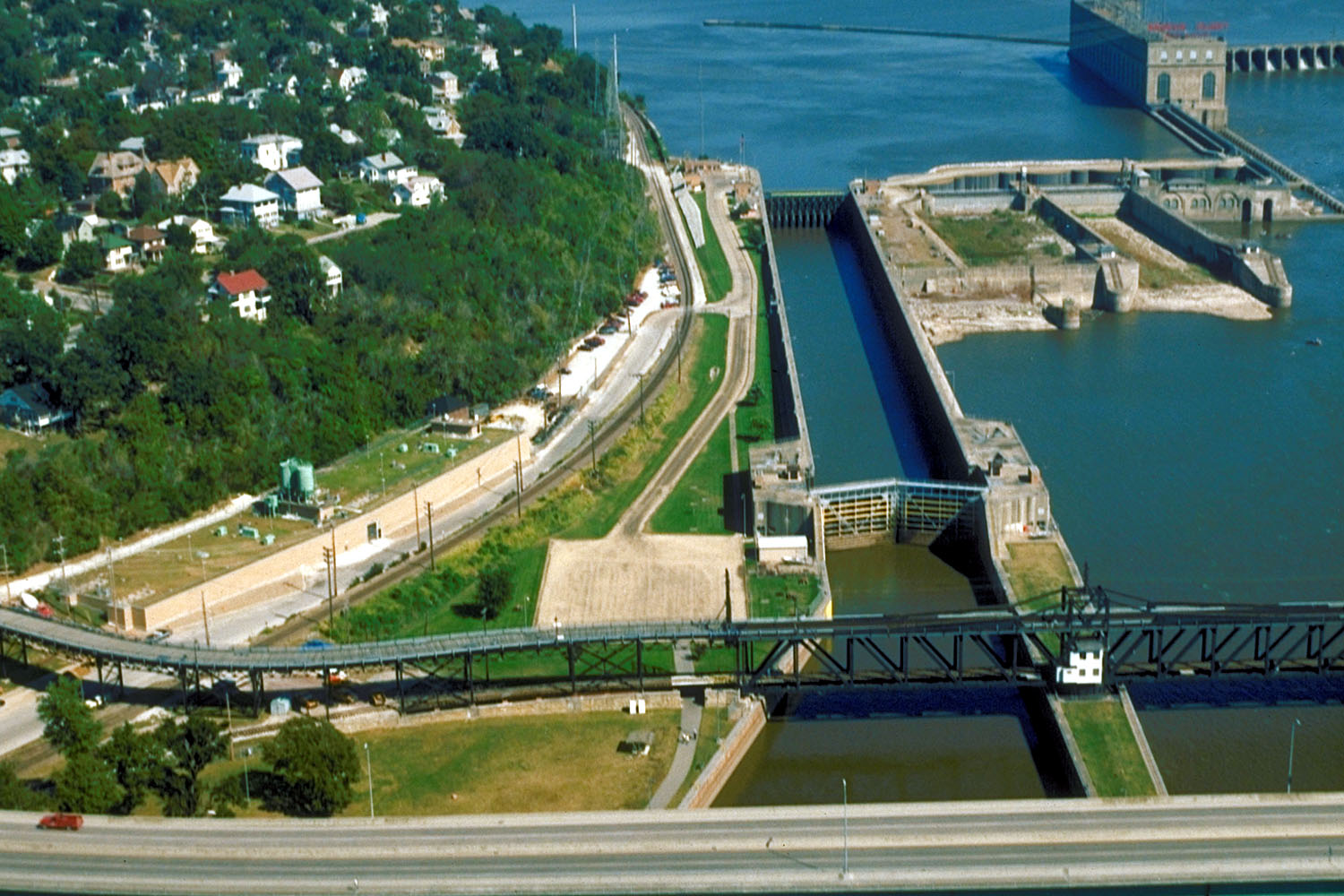
Drehbrücke der Keokuk Municipal Bridge 1990 vor der neuen Schleuse (1957) des Lock and Dam No. 19, ganz unten die neue Keokuk–Hamilton Bridge (1985), rechts oben die alte Schleuse und dahinter das Kraftwerk

Mit dem Aufkommen stärkerer und schwererer Dampflokomotiven Anfang des 20. Jahrhunderts war die Traglast der Brücke nicht mehr ausreichend. Weiterhin entwickelte sich der Fahrzeugverkehr, und die abwechselnde Benutzung zwischen Eisenbahnzügen und Fuhrwerken bzw. Automobilen stellte zunehmend einen Engpass dar. Gleichzeitig entstanden am Oberlauf des Mississippi mehrere Staustufen, um den Transport von Massengütern aus dem Mittleren Westen an den Golf von Mexiko zu erleichtern und die Durchflussmenge des Oberlaufs zu regulieren. Bis 1913 wurde einige hundert Meter flussaufwärts von der Eisenbrücke die Staustufe Lock and Dam No. 19 errichtet, und Bestrebungen, eine zweite Brücke in die Staumauer zu integrieren, stellten für die Mauteinnahmen der Keokuk & Hamilton Bridge Co. eine Bedrohung dar. Eine ursprünglich angedachte Verstärkung der Eisenbrücke wurde auf Druck des Kongress der Vereinigten Staaten verworfen und der Brückenbauingenieur Ralph Modjeski mit dem Bau einer neuen Brücke auf den vorhandenen Brückenpfeilern beauftragt. Man entschied sich für einen Entwurf mit zwei übereinanderliegenden Ebenen für den Eisenbahn- und Fahrzeugverkehr und einem schrittweisen Austausch der Fachwerkträger, ohne den Betrieb der Brücke zu unterbrechen. Damit konnte der Bau einer zweiten parallelen Brücke entlang der Staumauer verhindert werden. Die Bauarbeiten begannen im Frühjahr 1915 und waren Ende 1916 abgeschlossen, der Austausch der Drehbrücke erfolgte während der Einstellung des Schiffsverkehrs im Winter 1915/16.

### Kauf der Brücke durch die Stadt Keokuk 1949
Im Januar 1949 erwarb die Stadt Keokuk die Brücke und hob die Mautpflicht auf. Nötige Instandsetzungsarbeiten zwangen die Stadt aber, zur Finanzierung ab Mai 1952 wieder eine Maut zu erheben. Insbesondere die Pfeiler, auf deren unzureichenden Zustand Modjeski schon 1922 hingewiesen hatte, bedurften einer Überholung. Der Pfeiler der Drehbrücke wurde im Zuge des Neubaus der Schleuse der Staustufe bis 1957 durch das United States Army Corps of Engineers umfassend ausgebaut und bis zur fast 400 m lange Schleuse erweitert.
Bis zum Neubau der vierspurigen Keokuk–Hamilton Bridge 1985 führte die Keokuk Municipal Bridge auf der oberen Ebene den seit Anfang der 1950er Jahre bestehenden U.S. Highway 136. Die sich für den Fahrzeugverkehr anschließende Trestle-Brücke auf der Keokuk-Seite wurde nach dessen Stilllegung als Aussichtsplattform ausgebaut, von der sich der Schleusenvorgang beobachten lässt. Das auf der unteren Ebene verlaufende Gleis wird heute noch von der Keokuk Junction Railway für den Güterverkehr genutzt, die damit Amsted Rail und Roquette America in Keokuk bedient. Die Inspektion und Wartung der Brücke wird für die Stadt weiterhin von Modjeski and Masters aus Chicago durchgeführt, das Unternehmen des 1940 verstorbenen Firmengründers und Konstrukteurs der Keokuk Municipal Bridge.

## Beschreibung

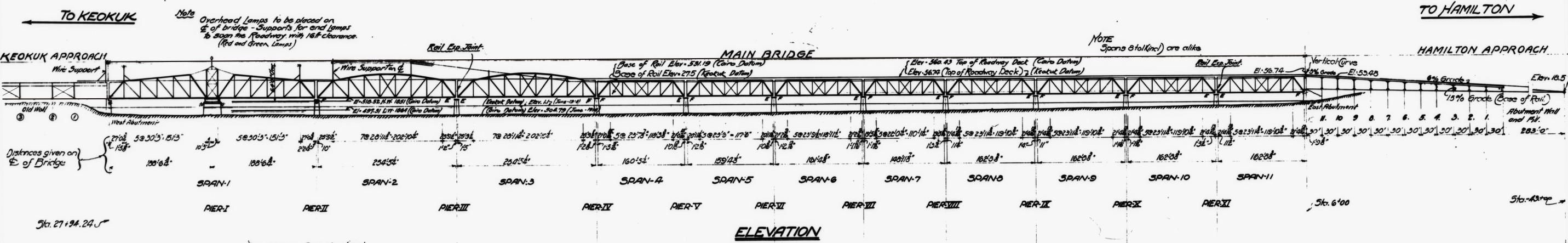
Schematische Darstellung von 1916 der Hauptbrücke (Main Bridge) der Keokuk Municipal Bridge mit Drehbrücke (links) und den zehn folgenden Fachwerkträgern sowie den jeweiligen Trestle-Brücken der Zufahrten (Approach) für den oberen Fahrbahnbereich (alle Längenangaben in foot)

Fahrbahn oberhalb der Fachwerkträger mit sich seitlich anschließendem Fußweg (Blick von der Drehbrücke in Richtung Hamilton)

Eisenbahn- und Straßenbahngleis innerhalb der Fachwerkträger

Die Brücke gliedert sich in die 669 m lange Hauptbrücke mit integrierter Drehbrücke und die zwei Viadukte der Zufahrten für den Fahrzeugverkehr. Die Hauptbrücke ist als Fachwerkbrücke aus hauptsächlich genietetem Stahl ausgeführt und besitzt 12 Spannweiten zwischen den 11 Strompfeilern und den Widerlagern, woran sich die Trestle-Brücken der Zufahrten anschließen, deren Oberbauten aus Vollwandträgern aufgebaut sind. Ein Eisenbahn- und Straßenbahngleis wird auf der unteren Ebene innerhalb der Fachwerkträger geführt und die Fahrbahn auf der oberen Ebene. Auf der Südseite ist auf Auslegern in Höhe der Fahrbahnebene zusätzlich ein Fußweg angebracht.

### Hauptbrücke
Die Hauptbrücke besteht von Ost nach West aus acht 8,8 m hohen und 5,1 m breiten parallelgurtigen Ständerfachwerkträgern (Pratt-Fachwerk) mit Spannweiten zwischen 45 und 50 m. Danach folgen zwei Ständerfachwerkträger mit gebogenem Obergurt (Parker-Fachwerk), einer maximalen Höhe von 16 m, einer Breite von 6,3 m und 77,6 m Spannweite. Den Abschluss bildet die 115 m lange Drehbrücke, die heute unmittelbar hinter der Schleuse des Lock and Dam No. 19 liegt. Durch den Winkel der Brücke zu ihren Pfeilern bilden die Fachwerkträger von oben gesehen ein Parallelogramm. Da die Stahlkonstruktion gegenüber der alten Eisenbrücke eine stärkere und höhere Unterkonstruktion unter dem Gleis aufweist, wurden zur Erhaltung der ursprünglichen Gleisebene die steinernen Strompfeiler um 1,5 m gekürzt und mit einer Deckplatte aus Stahlbeton versehen. Die Fahrbahnebene ist 8,9 m über der Gleisebene montiert und verläuft im Bereich der kleineren Fachwerkträger oberhalb der Obergurte. Die 5,5 m breite Fahrbahn und der 1,2 m breite Fußweg waren ursprünglich durch Holzplanken realisiert, wurden aber 1956 durch Gitterroste aus Stahl ersetzt.

### Drehbrücke

Das Rollenkranzlager der Drehbrücke mit Zahnradgetriebe

Trestle-Brücke für die Zufahrt zur Fahrbahnebene auf der Hamilton-Seite

Die gleicharmige Drehbrücke besitzt zwei circa 54 m lange Kragträger an einem zentralen Fachwerksturm von 6,3 m Länge und Breite sowie 14,6 m Höhe. Im oberen Bereich sind sie mit nur auf Zug belasteten Augenstäben befestigt, wobei die Untergurte über die gesamte Länge der Drehbrücke durchlaufen und unter dem zentralen Turm auf einer 1,6 m hohen Trommel mit einem Durchmesser von 8,8 m montiert sind. Diese ruht auf einem Rollenkranzlager mit 40 Rollen, die eine Länge und Durchmesser von 46 cm besitzen. Durch den Aufbau der Drehbrücke als Parallelogramm haben die Kragträger an ihren Außenseiten unterschiedliche Längen (53,4 m bzw. 55,3 m) und die Öffnung ist dadurch nur entgegen dem Uhrzeigersinn möglich. Angetrieben wird der Drehmechanismus durch einen 26-kW-Wechselstrommotor über zwei gegenüberliegende Zahnradgetriebe an der Trommel, die mit dem Außenkranz des Lagers auf dem Brückenpfeiler verbunden sind. Ein Verriegelungssystem sorgt im geschlossenen Zustand für die vertikale und horizontale Ausrichtung der Brücke und des Gleises. Für die Bedienung und Steuerung der Brücke ist auf der Südseite am zentralen Fachwerksegment ein mehretagiges Haus angebracht, mit einem Zugang zur Fahrbahnebene für das Bedienpersonal.

### Zufahrten
Da die Fahrbahn und der Fußweg fast neun Meter über der Gleisebene geführt werden, mussten beim Neubau der Brücke zusätzliche Trestle-Brücken (Gerüstpfeilerviadukte) als Zufahrten errichtet werden. Auf der Westseite hat die Zufahrt eine Länge von 183 m und führt auf die höher gelegene Stadt Keokuk ohne Neigung zu, am Ende befindet sich die ehemalige Mautstation. Auf der Westseite besitzt die Zufahrt in Richtung Hamilton ein Gefälle von 6 % und eine Länge von 110 m. Beide Trestle-Brücken haben jeweils elf Pfeiler. Wo sich hinter der Hauptbrücke der Verlauf von Gleis und Fahrbahn trennt, sind diese zur Überspannung des Gleises teilweise breiter als der Überbau.